# 皇甫文颢
皇甫文颢（？—604年），名颢，字文颢，以字行，京兆郡始平县（今陕西省兴平市）人，祖籍安定郡，隋朝官员。 

## 生平
皇甫文颢以左勋卫为起家官，很快出任管州原武县县令。仁寿四年（604年）六月，皇甫文颢前往并州参觐叔叔并州总管府司马皇甫诞。七月，汉王杨谅起兵反叛，皇甫诞直言极谏，被杨谅关押。汉王府主簿豆卢毓将皇甫诞放出，与皇甫诞一起协商计划，会同开府盘石侯宿勤武、开府宇文永昌、仪同成端、仪同长孙恺、车骑将军安成侯元世雅、原武县县令皇甫文颢等人，关闭并州城门拒绝杨谅入城。杨谅攻破并州，皇甫文颢和叔叔皇甫诞都被杀死，隋炀帝杨广诏令赠予皇甫文颢上仪同三司，以皇甫文颢长子皇甫弘节为帅都督。大业三年岁次丁卯十月丙子朔十日乙酉（607年11月4日），皇甫文颢葬于京兆大兴县洪原乡黄渠里。

## 家庭

### 曾祖
- 皇甫和，北魏雍州贊治，贈使持節、散騎常侍、車騎大將軍、儀同三司、膠涇二州刺史 [1]

### 祖父
- 皇甫璠，北周驃騎大將軍、開府儀同三司、隋州刺史、长乐恭侯[1]

### 父亲
- 皇甫谅，北周吏部下大夫、长乐县子[1]

### 儿子
- 皇甫弘节，隋朝帅都督[1]